# Ceraphron testaceus
Ceraphron testaceus är en stekelart som först beskrevs av Jean Risbec 1953.  Ceraphron testaceus ingår i släktet Ceraphron och familjen pysslingsteklar. Inga underarter finns listade i Catalogue of Life.